# Scopula repletaria
Scopula repletaria är en fjärilsart som beskrevs av Walker 1861. Scopula repletaria ingår i släktet Scopula och familjen mätare. Inga underarter finns listade.